# Gujana na Letnich Igrzyskach Olimpijskich 1996
Gujanę na Letnich Igrzyskach Olimpijskich 1996 reprezentowało siedmioro zawodników – sześciu mężczyzn i jedna kobieta.

## Skład kadry

### Boks

#### Mężczyźni
| Zawodnik     | Konkurencja     | 1/16 finału                            | 1/8 finału       | Ćwierćfinały     | Półfinały        | Finał            | Pozycja | Źródło |
| Zawodnik     | Konkurencja     | Przeciwnik Wynik                       | Przeciwnik Wynik | Przeciwnik Wynik | Przeciwnik Wynik | Przeciwnik Wynik | Pozycja | Źródło |
| ------------ | --------------- | -------------------------------------- | ---------------- | ---------------- | ---------------- | ---------------- | ------- | ------ |
| John Douglas | Waga półśrednia | Stipe Drviš Porażka – TKO w 2. rundzie | NQ               | NQ               | NQ               | NQ               | 17-31.  | [ 1 ]  |

### Lekkoatletyka

#### Konkurencje biegowe

##### Mężczyźni
| Zawodnik                                               | Konkurencja | Eliminacje | Eliminacje | Ćwierćfinały | Ćwierćfinały | Półfinał | Półfinał | Finał | Finał   | Źródło |
| Zawodnik                                               | Konkurencja | Czas       | Pozycja    | Czas         | Pozycja      | Czas     | Pozycja  | Czas  | Pozycja | Źródło |
| ------------------------------------------------------ | ----------- | ---------- | ---------- | ------------ | ------------ | -------- | -------- | ----- | ------- | ------ |
| Richard Jones                                          | 400 m       | 46.99      | 6.         | NQ           | NQ           | NQ       | NQ       | NQ    | NQ      | [ 2 ]  |
| Paul Tucker                                            | 110 m ppł   | 14.65      | 8.         | NQ           | NQ           | NQ       | NQ       | NQ    | NQ      | [ 3 ]  |
| Lancelot Gittens                                       | 400 m ppł   | 54.79      | 8.         | —            | —            | NQ       | NQ       | NQ    | NQ      | [ 4 ]  |
| Lancelot Gittens Richard Jones Roger Gill Andrew Harry | 4x400 m     | DSQ        | DSQ        | —            | —            | NQ       | NQ       | NQ    | NQ      | [ 5 ]  |

#### Konkurencje techniczne

##### Kobiety
| Zawodnik       | Konkurencja | Eliminacje | Eliminacje | Finał | Finał   | Źródło |
| Zawodnik       | Konkurencja | Wynik      | Pozycja    | Wynik | Pozycja | Źródło |
| -------------- | ----------- | ---------- | ---------- | ----- | ------- | ------ |
| Nicola Martial | Trójskok    | 12,91 m    | 24.        | NQ    | NQ      | [ 6 ]  |